# Wataru Endo
Wataru Endo (japansk: 遠藤 航; født 9. februar 1993) er en japansk professionel fodboldspiller, som spiller for Premier League-klubben Liverpool og Japans landshold. 

## Klubkarriere

### Shonan Bellmare
Endo begyndte sin karriere hos Shonan Bellmare, hvor han gjorde sin førsteholdsdebut i 2010. Han spillede 167 kampe for klubben over de næste fem år.

### Urawa Red Diamonds
Endo skiftede i januar 2015 til Urawa Red Diamonds. Han var med til at vinde AFC Champions League i 2017, da Urawa slog Al-Hilal i finalen.

### Sint-Truiden
Endo skiftede til europæisk fodbold for første gang i juli 2018, da han skiftede til belgiske Sint-Truiden.

### VfB Stuttgart
Endo skiftede i august 2019 til VfB Stuttgart på en lejeaftale. Efter at have imponeret på lån, så blev skiftet gjort permanent i april 2020.
Endo scorede den 25. februar 2022 et mål dybt i overtiden imod 1. FC Köln, som sikrede Stuttgart imod nedrykning i sæsonen.

### Liverpool
Endo skiftede i august 2023 til Liverpool.

## Landsholdskarriere

### Ungdomslandshold
Endo har repræsenteret Japan på U/19-niveau.

### Olympiske landshold
Endo var del af Japans trupper til sommer-OL 2016 og 2020.

### Seniorlandshold
Endo debuterede for Japans landshold den 2. august 2015.